# ميلوراد زيزيتش
ميلوراد زيزيتش مواليد 1 ديسمبر 1986 في نيكشيتش، جمهورية يوغوسلافيا الاشتراكية الاتحادية، هو ملاكم محترف مونتينيغري يصنف ضمن فئة الوزن المتوسط بدأ مسيرته الاحترافية سنة 2011 حيث انتصر في نزاله الأول.

## إحصائيات
خاض خلال مسيرته 11 نزالا، فاز في 11 ولم يتعادل ولم يخسر. فاز بالضربة القاضية في 5 نزالات.

## روابط خارجية
- ميلوراد زيزيتش على موقع بوكس ريك (الإنجليزية) (registration required)